# Pennahia ovata
Pennahia ovata es una especie de pez de la familia Sciaenidae en el orden de los Perciformes.

## Morfología
• Los machos pueden llegar alcanzar los 18 cm de longitud total.
- Número de  vértebras: 25.[1]

## Hábitat
Es un pez de clima tropical y bentopelágico que vive entre 23-62 m de profundidad.

## Distribución geográfica
Se encuentra en el Océano Índico oriental: la Bahía de Bengala desde la costa oriental de la India hasta Birmania.

## Observaciones
Es inofensivo para los humanos.